# Biwa
Biwa (琵琶) er en japansk lut med fire silkestrenge. Pipa (琵琶) er en kinesisk lut.